# DECtape

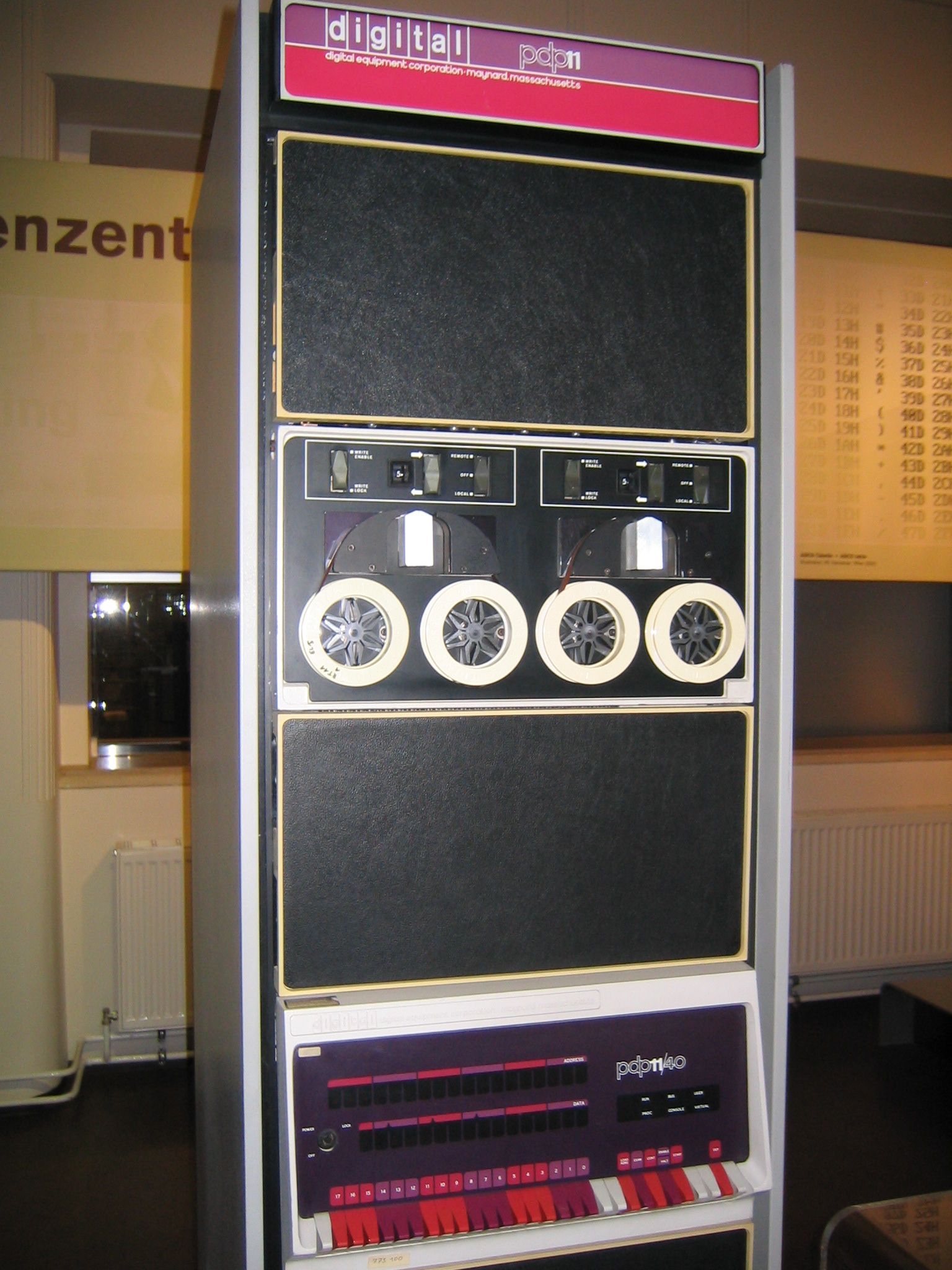
PDP-11 com unidade DECtape dual TU56.

DECtape foi uma mídia magnética de armazenamento de dados usada em muitos computadores da Digital Equipment Corporation, incluindo os PDP-6, PDP-8, LINC-8, PDP-10, PDP-11, PDP-12 e o PDP-15. O suporte em VAX/VMS para ela chegou a ser implementado, mas não tornou-se parte oficial do produto. As DECtapes tinham 3/4 de polegada de largura e eram formatadas em blocos de dados que podiam ser lidos ou gravados individualmente. Uma fita podia armazenar 184 KiB de words de 12 bits no PDP-8 ou 144 KiB de words de 18 bits. O tamanho de cada bloco era de 129 words de 12 bits (para máquinas de 12 bits), ou 256 words de 18 bits para outras máquinas (sistemas de 16, 18, 32 ou 36 bits). Do ponto de vista da programação, uma unidade DECtape comportava-se como um acionador de disco muito lento.